# Eupithecia implorata
Eupithecia implorata là một loài bướm đêm trong họ Geometridae.